# Villa Mar Chile Frío
Villa Mar Chile Frío är en ort i Mexiko.   Den ligger i kommunen Tuxpan och delstaten Veracruz, i den sydöstra delen av landet, 250 km nordost om huvudstaden Mexico City. Villa Mar Chile Frío ligger 11 meter över havet och antalet invånare är 208.
Terrängen runt Villa Mar Chile Frío är platt. Havet är nära Villa Mar Chile Frío åt nordost.  Närmaste större samhälle är Cazones de Herrera, 16,4 km sydväst om Villa Mar Chile Frío. 